# ハエ取り紙の理論
税制におけるハエ取り紙の理論（はえとりがみのりろん、Flypaper theory）とは、補助金が地方自治体のもとに入ると減税などで住民に還元されることなく、財政支出という形で地方政府に張り付いてしまうことから、それをハエ取り紙に張り付くハエに例えてGramlch and Galper(1973)によって命名された理論。フライペーパー効果、フライペーパーセオリーとも。中央政府からの補助金が地方政府の追加的な財政支出をもたらす構造を比喩したものであるが、一般に「ある階層や集団から税金を取りたければ直接課税すれば良い」という考え方に対して用いられることがある

## 指摘されている問題
こうした考え方は、税負担というものがハエ取り紙のように「最初に触れた場所（直接の課税対象）にくっついて離れない」ということを前提としているが、経済専門家はそうした考えについて以下のような欠陥を指摘している。
- 価格弾力性を考慮していないこと。
- 税の価格転嫁を考慮していないこと。

例えば、宝石のような贅沢品に対する課税が挙げられる。富裕層から税を取ると言う目的があったとしても、現実には富裕層が宝石の購入を控えるだけで、そのような目的は達せられない。結果として富裕層からの税収増加よりも、本来目的としていない宝飾業者の経営悪化をもたらすに過ぎない。
もう一つの例は、商品の販売者に対して課税する場合である。販売者は単に価格を引き上げるだけであり、購入者に税負担が転嫁されることになる。